# Челябинская ТЭЦ-2
Челябинская ТЭЦ-2 — теплоэлектроцентраль (разновидность тепловой электростанции), расположенная в юго-восточной части города Челябинск. Входит в состав ПАО «Форвард Энерго» (ранее — ТГК-10, ПАО "Фортум").

## История
Первый турбогенератор мощностью 60 МВт был введен в действие 1 декабря 1962 года с паровым котлом БКЗ-210-140Ф. Первая очередь включала в себя две паровые турбины ПТ-60-130/13, вторая очередь — две турбины Т-100-130.
В 1980 году строительство энергетического комплекса на Челябинской ТЭЦ-2 завершено, и ТЭЦ-2 становится самой мощной в Челябинске.
13 июля 2015 года ПАО «Фортум» одно из первых в Челябинске начало осуществлять непрерывный мониторинг веществ в уходящих газах ЧТЭЦ-2 и размещать данные на сайте компании в режиме онлайн.
Разрабатывается проект модернизации ЧТЭЦ-2. 
Для производства тепловой и электрической энергии в качестве основного топлива на станции используется бурый уголь, энергетические котлы ТЭЦ имеют возможность работать на природном газе.

## Описание
На ТЭЦ установлено следующее оборудование:
- 4 паровые турбины;
- 9 энергетических котлов;
- 2 пиковых водогрейных котла.

Для производства тепловой и электрической энергии в качестве основного топлива использовался бурый уголь, хотя энергетические котлы ТЭЦ имеют возможность работать на природном газе. До 2022 года, в годовом топливном балансе уголь и газ составляли по 50 %. С 2022 года на Челябинской ТЭЦ-2 началась эксплуатация второго газопровода и второго газораспределительного пункта с узлом очистки и учета газа. Новые объекты инфраструктуры дали возможность бесперебойного снабжения станции газовым топливом из двух независимых источников, что позволило полностью отказаться от использования угля к концу 2022 года.
Установленная электрическая мощность ТЭЦ — 320 МВт, тепловая — 1 111,8 МВт.

## Перечень основного оборудования
| Агрегат                              | Тип          | Изготовитель                      | Количество | Ввод в эксплуатацию | Основные характеристики | Основные характеристики | Источники |
| Агрегат                              | Тип          | Изготовитель                      | Количество | Ввод в эксплуатацию | Параметр                | Значение                | Источники |
| ------------------------------------ | ------------ | --------------------------------- | ---------- | ------------------- | ----------------------- | ----------------------- | --------- |
| Оборудование паротурбинных установок |              |                                   |            |                     |                         |                         |           |
| Паровой котёл                        | БКЗ-210-140Ф | Барнаульский котельный завод      | 9          | 1962—1971 г.        | Топливо                 | уголь, газ              | [ 1 ]     |
| Паровой котёл                        | БКЗ-210-140Ф | Барнаульский котельный завод      | 9          | 1962—1971 г.        | Производительность      | 210 т/ч                 | [ 1 ]     |
| Паровой котёл                        | БКЗ-210-140Ф | Барнаульский котельный завод      | 9          | 1962—1971 г.        | Параметры пара          | 130 кгс/см2, 550 °С     | [ 1 ]     |
| Паровая турбина                      | ПТ-60-130/13 | Ленинградский металлический завод | 2          | 1962 г. 1964 г.     | Установленная мощность  | 60 МВт                  | [ 1 ]     |
| Паровая турбина                      | ПТ-60-130/13 | Ленинградский металлический завод | 2          | 1962 г. 1964 г.     | Тепловая нагрузка       | 138 Гкал/ч              | [ 1 ]     |
| Паровая турбина                      | Т-100-130    | Уральский турбинный завод         | 2          | 1968 г. 1969 г.     | Установленная мощность  | 100 МВт                 | [ 1 ]     |
| Паровая турбина                      | Т-100-130    | Уральский турбинный завод         | 2          | 1968 г. 1969 г.     | Тепловая нагрузка       | 160 Гкал/ч              | [ 1 ]     |
| Водогрейное оборудование             |              |                                   |            |                     |                         |                         |           |
| Водогрейный котел                    | ПТВМ-180     | Дорогобужский котельный завод     | 2          | 1970 г. 1972 г.     | Топливо                 | газ                     | [ 1 ]     |
| Водогрейный котел                    | ПТВМ-180     | Дорогобужский котельный завод     | 2          | 1970 г. 1972 г.     | Тепловая мощность       | 180 Гкал/ч              | [ 1 ]     |